# Бангкок
13°45′08″ пн. ш. 100°29′38″ сх. д. / 13.75222° пн. ш. 100.49389° сх. д.
Бангко́к (офіційна тайська назва — Крун Тхеп Мага Накхон, або скорочено Крун Тхеп; з тайськ. กรุงเทพมหานคร) — столиця та найбільше місто Таїланду, один з провідних фінансових та економічних центрів Південно-Східної Азії та 22 найбільше місто світу. Розташоване на річці Чаопхрая неподалік узбережжя Сіамської затоки. Місто Бангкок включно з прилеглими територіями утворює окрему адміністративну одиницю Таїланду — метрополію Бангкоку (тай. กรุงเทพมหานครและปริมณฑล). Площа метрополії становить 1 568,7 км². Населення міста становило 10 820 921 осіб у 2023 році, а населення агломерації сягає 15,6 мільйонів осіб.

## Назва
Повна офіційна назва міста Крунг Тхеп — Крун Тхеп Маханакхон Амон Раттанакосін Махінтараюттхая Махаділок Пхоп Ноппарат Ратчатхані Буріром Удомратчанівет Махасатан Амон Піман Аватан Сатіт Саккатхаттійя Вітсанукам Прасіт (тай. กรุงเทพมหานคร อมรรัตนโกสินทร์ มหินทรายุธยา มหาดิลกภพ นพรัตนราชธานีบูรีรมย์ อุดมราชนิเวศน์มหาสถาน อมรพิมานอวตารสถิต สักกะทัตติยวิษณุกรรมประสิทธิ์), що означає «Місто янголів, велике місто, місто — вічний скарб, неприступне місто Бога Індри, велична столиця світу, обдарована дев'ятьма дорогоцінними каменями, щасливе місто, сповнений достатку грандіозний Королівський Палац, що нагадує божественну обитель, де царює перевтілений бог, місто подароване Індрою і побудоване Вішвакармою».
Діти вчать офіційну назву столиці в школі, втім мало хто взмозі розтлумачити повну назву міста, оскільки більшість її слів застарілі і в сучасній тайській мові не вживаються. Більшість таїландців з тих, хто може повністю згадати офіційну назву столиці, згадують її завдяки популярній пісні «Крунг Тхеп Маханакхон» (тай. กรุงเทพมหานคร) 1989 року Асанії-Васан Чотикул (тай. อัสนี-วสันต์ โชติกุล).

## Історія

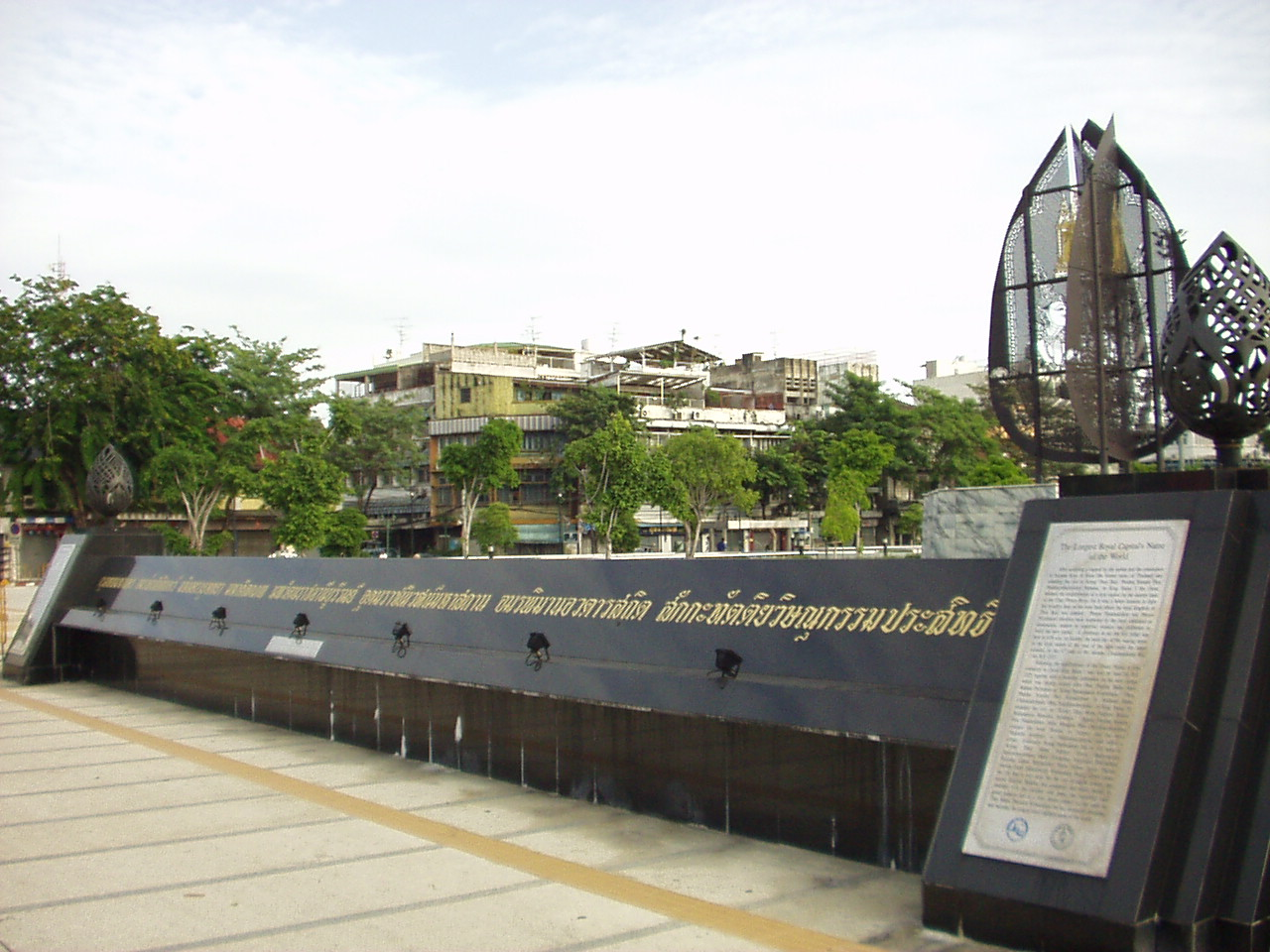
Повна назва Бангкока на монументі біля будівлі міської адміністрації (в центрі — табличка з версією шрифтом Брайля).

Спочатку, — в період королівства Аюттхая, — місто було невеликим ремісничим поселенням в гирлі річки Чаопхрая і мало назву Банг Кок (Bang Kok), що в перекладі означає «місце, де ростуть оливки» («bang» — поселення, «kok» — оливковий).
У 1767 році Аюттхая була зруйнована бірманцями, і столиця була тимчасово перенесена на західний берег річки Чаопхрая в місто Тхонбурі, котре з 1971 року є одним з кхетів Бангкоку. У 1782 році король Рама I побудував палац на східному березі і, 12 квітня, проголосив Бангкок столицею Таїланду, перейменувавши його в Крунг Тхеп, що означає «Місто янголів». Таким чином село Бангкок перестало існувати, проте іноземці продовжують називати столицю Таїланду «Бангкок».

## Промисловість
Бангкок — економічний центр Таїланду і порт (завдяки своєму розташуванню на річці Чаопхрая). Фондова біржа Таїланду також знаходиться в Бангкоку.
Бакалія, лісоматеріали та текстиль — основні експортовані товари. Промисловість представлена рисозаводами, цементними заводами, лісопильнями, нафтопереробними заводами і суднобудівними верфями. Також в місті розвинені такі галузі промисловості як паперова, керамічна, текстильна та літакобудування. Крім того, місто славиться ювелірними виробами, можливістю купити або продати вироби зі срібла та бронзи.
Головним джерелом доходу є туризм. У 2008 році журнал «Travel and Leisure» назвав Бангкок найкращим містом року.

## Адміністративний поділ
Бангкок — одна з двох провінцій Таїланду, у яких мешканці самі обирають губернатора (інша провінція — Ранонг), в інших 75 провінціях губернатори призначаються. На губернаторських виборах у 2004 році губернатором був обраний Апірак Косайотін.
| Рік  | Населення |
| ---- | --------- |
| 1919 | 437,294   |
| 1929 | 713,384   |
| 1937 | 890,453   |
| 1947 | 1,178,881 |
| 1960 | 2,136,435 |
| 1970 | 3,077,361 |
| 1980 | 4,697,071 |
| 1990 | 5,882,411 |
| 2000 | 6,355,144 |
| 2010 | 8,280,925 |

Стихійне зростання міської території Великої Метрополії Бангкок призвело до того, що місто вийшло за межі провінції Бангкок на території сусідніх провінцій Нонтхабурі, Самутпракан і Ратхум Тхані. Нинішні кордони провінції Бангкок були затверджені в 1972 році, коли відбулося об'єднання провінції Бангкок з провінцією Тхонбурі.
Метрополія Бангкоку поділяється на 50 районів (кхет, тай. เขท), які своєю чергою поділяються на 154 субрайони (квенги, тай. แขวง):
| №  | Район             | Площа, км² | Населення, осіб | №  | Район         | Площа, км² | Населення, осіб |
| -- | ----------------- | ---------- | --------------- | -- | ------------- | ---------- | --------------- |
| 1  | Пхранакхон        | 5,5        | 92 636          | 26 | Дінденг       | 8,4        | 186 319         |
| 2  | Дусіт             | 10,7       | 175 658         | 27 | Буенгкум      | 24,3       | 138 340         |
| 3  | Нонгчок           | 236,3      | 117 385         | 28 | Сатхон        | 9,3        | 107 159         |
| 4  | Банграк           | 5,5        | 60 485          | 29 | Бангсує       | 11,5       | 180 598         |
| 5  | Бангкхен          | 42,1       | 177 062         | 30 | Чатучак       | 32,9       | 176 501         |
| 6  | Бангкапі          | 28,5       | 147 694         | 31 | Бангкхолем    | 10,9       | 106 499         |
| 7  | Патхумван         | 8,4        | 97 533          | 32 | Правет        | 52,5       | 134 189         |
| 8  | Помпрапсаттрупхай | 1,9        | 72 040          | 33 | Кхлонгтей     | 13,0       | 159 527         |
| 9  | Пхракханонг       | 14,0       | 98 957          | 34 | Суанлуанг     | 23,7       | 114 940         |
| 10 | Мінбурі           | 63,7       | 115 212         | 35 | Чомтхонг      | 26,3       | 167 794         |
| 11 | Латкрабанг        | 123,9      | 141 789         | 36 | Донмуенг      | 36,8       | 157 989         |
| 12 | Яннава            | 16,7       | 88 986          | 37 | Ратчатхеві    | 7,1        | 101 892         |
| 13 | Сампхантхавонг    | 1,4        | 35 547          | 38 | Латпхрао      | 21,5       | 119 838         |
| 14 | Пхаятхай          | 9,6        | 90 557          | 39 | Ваттхана      | 12,6       | 82 582          |
| 15 | Тхонбурі          | 8,6        | 175 768         | 40 | Бангкхе       | 44,5       | 186 744         |
| 16 | Бангкок'яй        | 6,2        | 85 075          | 41 | Лаксі         | 22,8       | 117 163         |
| 17 | Нуайкхванг        | 15,0       | 90 185          | 42 | Саймай        | 44,6       | 161 749         |
| 18 | Кхлонгсан         | 6,1        | 108426          | 43 | Кханнаяо      | 16,7       | 88 986          |
| 19 | Талінгчан         | 29,5       | 105 202         | 44 | Сапхансунг    | 28,1       | 81 784          |
| 20 | Бангкокной        | 11,9       | 152 867         | 45 | Вангтхонгланг | 23,7       | 114 940         |
| 21 | Бангкхунтхіан     | 120,7      | 127 697         | 46 | Кхлонгсамва   | 110,7      | 124 476         |
| 22 | Пхасічарен        | 17,8       | 137 473         | 47 | Бангна        | 18,8       | 101 737         |
| 23 | Нонгкхем          | 35,8       | 125 545         | 48 | Тхавіваттхана | 50,2       | 61 177          |
| 24 | Ратбурана         | 15,8       | 95 041          | 49 | Тхунгкхру     | 30,7       | 104 827         |
| 25 | Бангпхлат         | 11,4       | 116 271         | 50 | Бангбон       | 34,8       | 93 225          |

## Клімат
Клімат Бангкоку субекваторіальний. Тепло цілий рік, помітних сезонних коливань температури немає. Виражені вологий сезон (травень-жовтень) і сухий (середина листопада — кінець квітня). Взимку опади відносно рідкісні, у вересні норма опадів становить майже 350 мм.
| Клімат Бангкоку         | Клімат Бангкоку | Клімат Бангкоку | Клімат Бангкоку | Клімат Бангкоку | Клімат Бангкоку | Клімат Бангкоку | Клімат Бангкоку | Клімат Бангкоку | Клімат Бангкоку | Клімат Бангкоку | Клімат Бангкоку | Клімат Бангкоку | Клімат Бангкоку |
| Показник                | Січ.            | Лют.            | Бер.            | Квіт.           | Трав.           | Черв.           | Лип.            | Серп.           | Вер.            | Жовт.           | Лист.           | Груд.           | Рік             |
| Середній максимум, °C   | 31,4            | 30,7            | 34,7            | 38,9            | 32,0            | 36,1            | 34,9            | 34,7            | 35,8            | 33,2            | 32,8            | 34,9            | 38,9            |
| Середня температура, °C | 25,9            | 27,4            | 28,7            | 29,7            | 29,2            | 28,7            | 28,3            | 28,1            | 27,8            | 27,6            | 26,9            | 25,6            | 27,8            |
| Середній мінімум, °C    | 21,0            | 23,3            | 24,9            | 26,1            | 25,6            | 25,4            | 25,0            | 24,9            | 24,6            | 24,3            | 23,1            | 20,8            | 24,1            |
| Норма опадів, мм        | 0               | 8               | 10              | 14              | 34              | 67              | 43              | 12              | 88              | 44              | 32              | 8               | 888             |
| ----------------------- | --------------- | --------------- | --------------- | --------------- | --------------- | --------------- | --------------- | --------------- | --------------- | --------------- | --------------- | --------------- | --------------- |
| Джерело: World Climate  |                 |                 |                 |                 |                 |                 |                 |                 |                 |                 |                 |                 |                 |

## Транспорт

### Дороги
Міські вулиці сильно завантажені, для боротьби з заторами побудована досить велика кількість швидкісних надземних магістралей і частково закінчена кільцева дорога навколо Великого Бангкока. Магістралі зазвичай є платні.

### Міський транспорт

Канали (клонги) — житлові будинки і ринок.

#### Водний транспорт
Наявність у місті великої річки, а також заболочена, сильно обводнена місцевість, у якій розташований Бангкок, зумовили широке використання водного транспорту як для зовнішнього сполучення, так і для внутрішньоміських перевезень. Складна система каналів («клонгів»), проритих завдяки одному з тайських королів у середині XIX століття, дала місту ще одне ім'я — «Східна Венеція». У той час човни були єдиним засобом пересування по місту. В наш час[коли?] більшість каналів засипані і являють собою вулиці зі звичайним автомобільним рухом. Проте значна кількість каналів все ж збереглася — на берегах, як і раніше, діють ринки і живуть люди. Міський водний транспорт має у своєму складі кілька маршрутів річкових трамваїв, які курсують по річці Чаопхрая, і ряд поромних переправ, що пов'язують її береги. На річці розвинене також візництво в режимі таксі, що має як транспортне, так і туристичне значення, і виконується переважно типовими для Таїланду човнами-«довгохвостками», вузькими дерев'яними моторними човнами з дизельним, як правило, автомобільним двигуном, і гребним гвинтом, розташованим на довгій консолі-«хвості». Керманич на такому човні маневрує, повертаючи на «турелі» всю конструкцію, що складається з двигуна, консолі і гвинта. По каналах на східному березі річки Чаопхрая прокладені маршрути швидкісних катерів великої місткості. Низька вартість поїздки (10-15 бат), малі інтервали руху (близько 5 хвилин) і незалежність від заторів робить «експрес-боти» привабливою альтернативою наземному транспорту.

#### Наземний

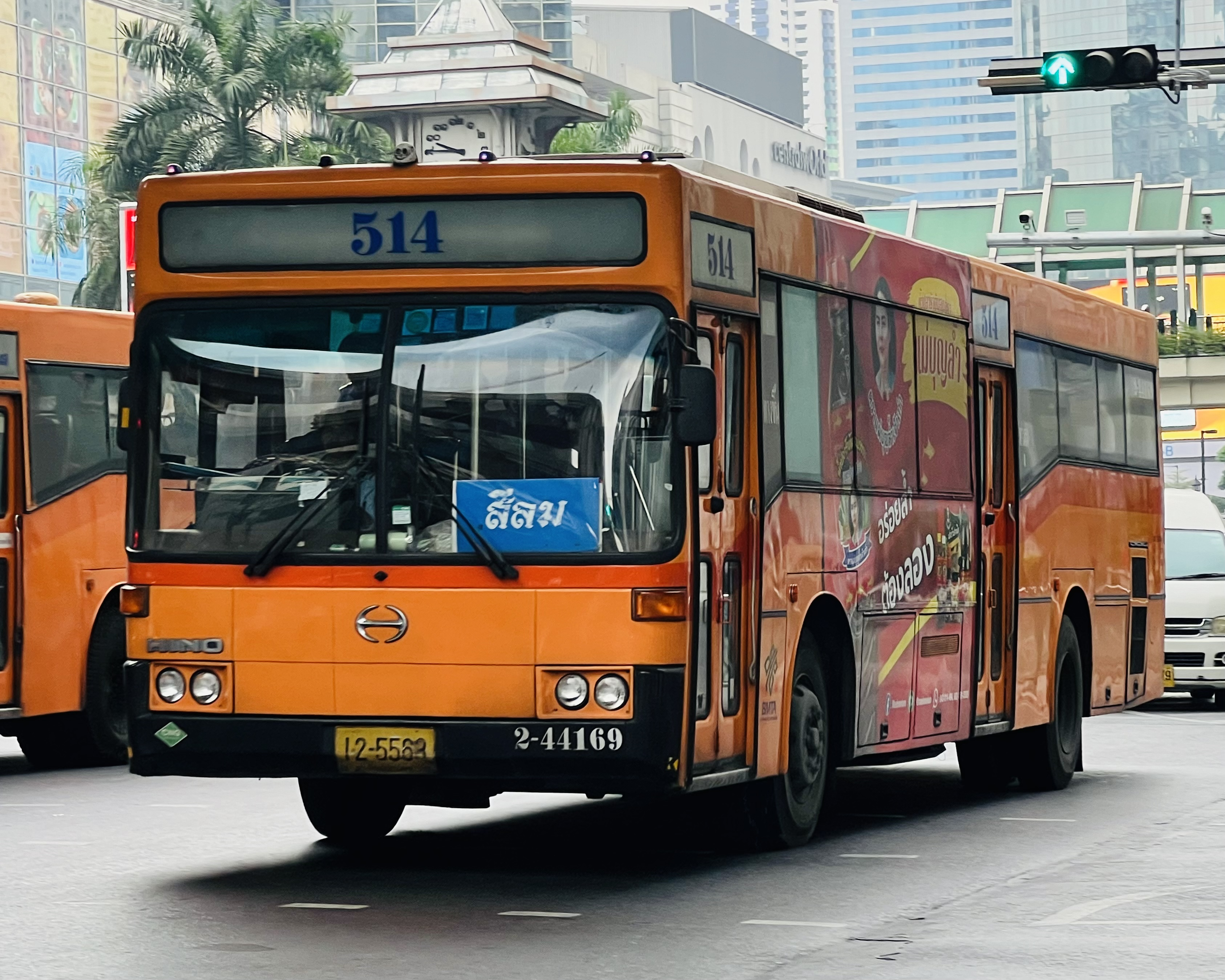
Автобус у місті

Наземний міський транспорт представлений переважно автобусами. Є кілька категорій автобусів з різною ціною проїзду: звичайні, підвищеної комфортності з кондиціонером, «міні-баси» і «мікро-баси», які обслуговують маршрути з низьким пасажиропотоком. Мережа маршрутів досить щільна, маючи близько 470 маршрутів, а інтервали руху на основних напрямках складають приблизно 10-15 хвилин. Також у місті існує система автобусів-експресів, що пов'язують міські аеропорти з усіма основними районами Бангкока. Основним оператором міського автобусного транспорту є державна компанія Bangkok Mass Transit Authority (BMTA).
У місті є величезна кількість таксі (переважно нові кондиціоновані «седани»). Оплата таксі здійснюється за лічильником, причому ціни вважаються одними з найнижчих у світі (середня поїздка по місту коштує менше 100 бат). Поширені також авторикші (тук-туки) і мототаксі. Незважаючи на свою популярність, таксі отримали погану репутацію через часті відмови пасажирам, коли запропонований маршрут не підходить водієві. Раніше таксі не регулювалися і ставали предметом вимагань з боку організованих злочинних груп. З 2003 року створено систему обов'язковою реєстрації, і тепер водії таксі носять жилети з власними номерами, що вказують на їхню реєстрацію та місце, де їм дозволено обслуговувати пасажирів.

#### Рейковий
У 1999 році були відкриті дві лінії метрополітену естакадного Скайтрейн (офіційна назва BTS). Рухомий склад, обладнання та депо були поставлені концерном Siemens AG «під ключ» і в технічному відношенні аналогічні раніше створеній Ванкуверській системі Скайтрейн. Лінія Сукхумвіт має протяжність 16,8 км, час поїздки 27 хвилин; лінія Шіло — 6,3 км, час поїздки 12 хвилин. Сіам — дворівнева пересадочна станція, з пересадками через платформу. Депо біля станції Мо Чит спільне для двох ліній. Рухомий склад нараховує 35 тривагонних поїздів завдовжки 65 м. Рух поїздів автоматичний. Проїзний тариф залежить від дальності і становить від 15 до 40 бат. Є денні квитки ціною 120 бат. Також можна придбати квитки на певну кількість поїздок.

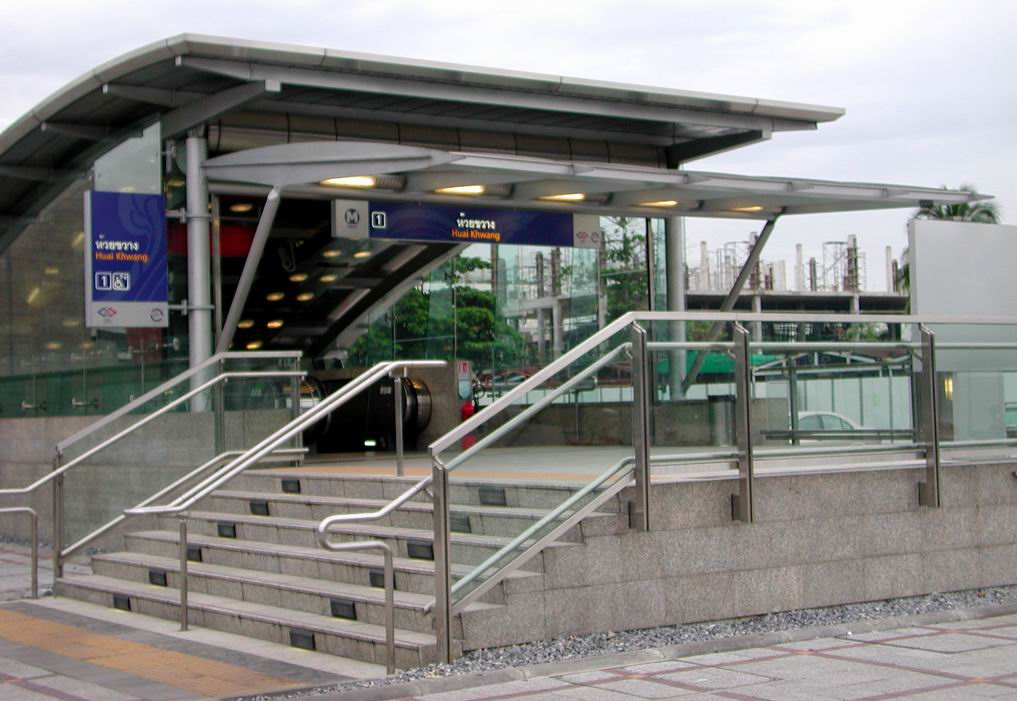
Вхід до однієї із станцій метро в Бангкоку

3 липня 2004, у присутності короля Таїланду та інших перших осіб держави, була запущена перша підземна лінія метро (офіційна назва MRT), що проходить по східній частині міста і з'єднує північну залізничну станцію Банг Су (Bang Sue) з розташованим недалеко від центру Бангкока залізничним вокзалом Хуа Лам Пхонг (Hua Lamphong). Лінія має протяжність 21 кілометр і нараховує 18 зупинок. Як і для БТС, рухомий склад, обладнання та депо були поставлені концерном «Сіменс», якому було перераховано 2,75 мільярда доларів. Рухомий склад, аналогічний БТС, складається з 19 тривагонних поїздів. Проїзний тариф залежить від дальності і становить від 14 до 36 бат.
MRT і BTS належать різним приватним компаніям і не мають спільної тарифікації та прямих пересадок. Пересадки можуть виконуватися за рахунок близького розташування станцій двох систем: Чатучак парк (Chatuchak Park) — Мо Чит (Mo Chit), Сукхумвіт (Sukhumvit) — Асока (Asok) і Шіло (Si Lom) — Сала Денг (Sala Daeng).
У 2010 році вступила в дію нова швидкісна залізнична надземна лінія до аеропорту Суварнабхумі (Suvarnabhumi Airport Link, SARL) з міським авіатерміналом в районі Маккасан і пересадкою на внутрішньоміські лінії MRT і BTS. У далекій перспективі заплановано розвиток лінії до аеропорту Дон Мианг.
Цей проєкт швидкісної лінії, що зв'язує центр міста з аеропортами, є вже другим за рахунком. Попередній проєкт Bangkok Elevated Road and Train System (BERTS) компанії Хопвел, збанкрутував через фінансову кризу в Азії. Будівельні роботи були припинені, а вже встановлені у великій кількості бетонні опори отримали у місцевих жителів прізвисько «Хоупхендж» (Hopehenge, «hope» — надія) або Стоунхендж. Частина опор була знесена в ході будівництва нової лінії SARL.
Станом на 2024 рік тривають будівельні роботи з розширення охоплення загальноміської транспортної системи відповідно до Генерального плану швидкого масового транспорту в столичному регіоні Бангкоку. Він складається з восьми основних ліній і чотирьох додаткових ліній загальною довжиною 508 кілометрів, які планують завершити до 2029 року.

### Міжміський транспорт
У місті є два залізничні вокзали, які обслуговують чотири напрямки. Більшість пасажирів, які вирушають у подорож на поїзді, починають свій шлях з вокзалу Хуа Лам Пхонг (Hua Lamphong) — кінцевої станції метро. Звідси йдуть поїзди до Малайзії на південь, у Чіангмай і далі на північ, у Кхон-Кен і далі на північний схід. Західний напрямок до Нам Струму (провінція Канчанабурі, у тому числі знаменитий міст через річку Квай) обслуговує станція Тхонбурі. Інтенсивність руху поїздів на тайських залізницях відносно невелика, часті запізнення.
В будь-яке місто або провінцію легко потрапити з Бангкока, скориставшись автобусом. Автобуси, які вирушають на захід або південний захід відходять від Південного Автовокзалу, розташованого в західній частині міста. Для того щоб потрапити на південний схід, наприклад в Паттаю або на острів Самет, зручно скористатися автобусами, що вирушають зі Східного Автовокзалу — станція Еккамаї (Ekkamai) БТС. На північ і північний схід автобуси вирушають з Північного Автовокзалу — станція метро Мо Чит (Mo Chit), до якої можна добратися, скориставшись як БТС, так і МРТ.

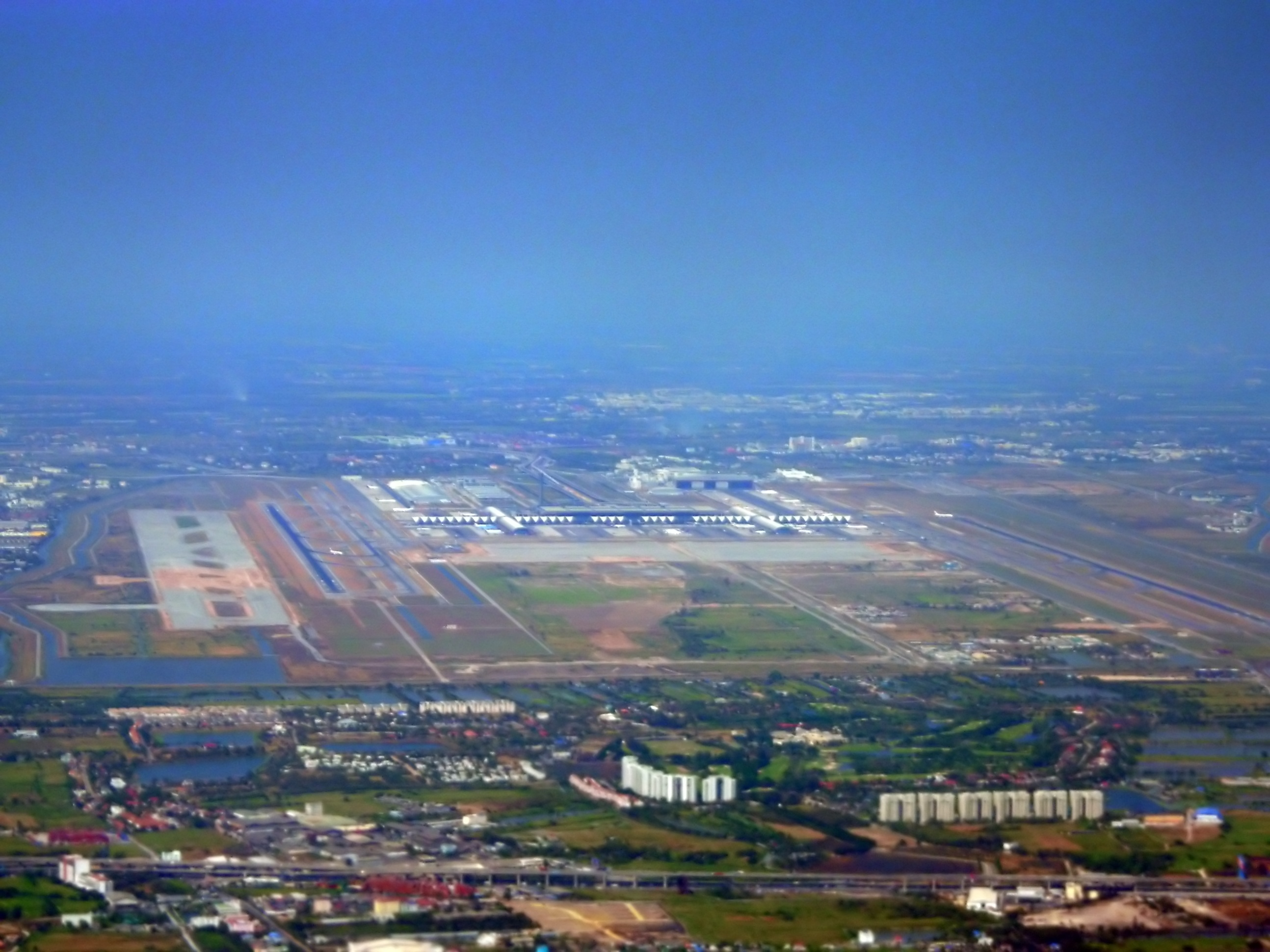
Вид на аеропорт Суварнабхумі з повітря.

Старий Міжнародний Аеропорт Бангкоку, частіше званий «Дон Мианг», до свого закриття був найзавантаженішим аеропортом Південно-Східної Азії — розташований у північній частині міста і вже оточений міськими будівлями. Будівництво нового аеропорту Суварнабхумі в районі Банг Пхлі (Bang Phli) провінції Самут Пракан (Samut Prakan) на південний схід від міста почалося в 2002 році, відкриття аеропорту відбулося 28 вересня 2006 року. Весь міжнародний і частково національний повітряний рух був перенесений у новий аеропорт. Міжнародний код BKK був привласнений новому аеропорту, новий код IATA для Дон Мианг — DMK. В наш час[коли?] аеропорт Дон Мианг відкритий тільки для внутрішніх авіаперевезень (low-cost airlines, таких як «thai air asia», «nokair» та ін). У зв'язку з надмірною завантаженістю нового аеропорту Suvarnabhumi планувалося перемістити всі внутрішні авіаперевезення в старий аеропорт Дон Мианг. Проєкт знаходиться в стадії розробки. У Дон Мианг є залізнична станція, через яку проходять потяги від вокзалу Хуа Лам Пхонг на північ і північний схід і назад.
Новий міжнародний аеропорт Бангкока Суварнабхумі (SBIA, Suvarnabhumi, тай. สุวรรณภูมิ — Золота земля) почав експлуатуватися з 28 вересня 2006 року, у цей час є найбільшим аеропортом у світі. Аеропорт розташований на півдні Бангкока, по дорозі на Банг На. Суварнабхумі зручний тим, що в ньому немає поділу на міжнародний і місцевий термінали, як це було в Дон Мианг. Новий аеропорт приймає всі регулярні та чартерні рейси. З аеропорту можна виїхати на рейсових автобусах як до Бангкока, так і в сусідні регіони: Паттая, Банг Кхла, Бан Чанг, Чантхабурі, Трат, Талат Ронг Кліа, Нонг Кхай, Кхау Хін Сон.

## Освіта

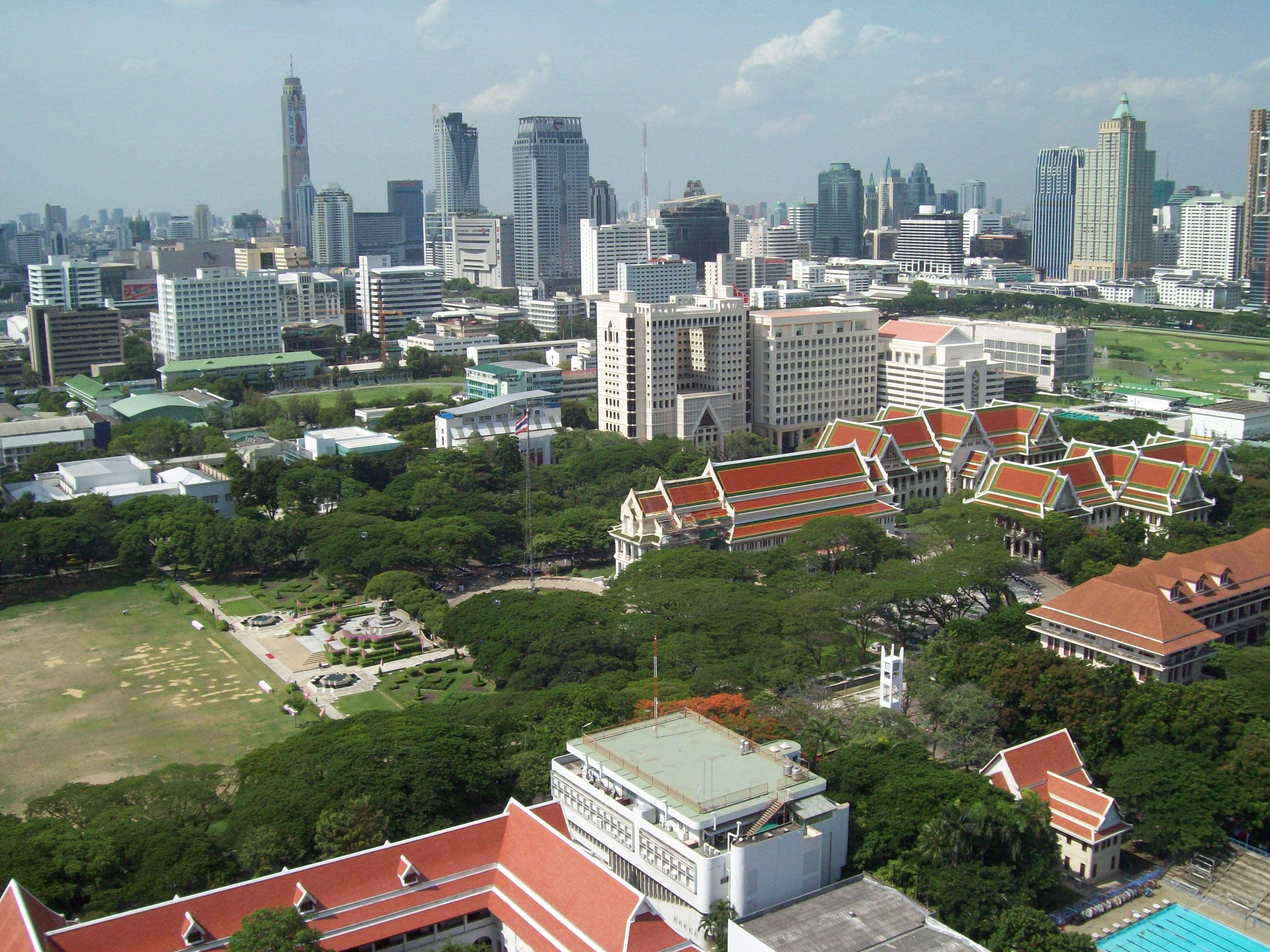
Кампус університету Чулалонкорн

Більшість університетів країни, як державні, так і приватні, знаходяться в та/або навколо столиці. Університет Чулалонгкорн, університет Касетсарт, Університет Махідол і університет Таммасат знаходяться в авангарді вищої освіти Таїланду. Вони — державні університети і були основою для молодих мислителів протягом майже століття. За останні кілька десятиліть загальна тенденція до отримання вищої освіти викликала створення нових університетів для задоволення потреб тайських студентів. Бангкок став не тільки місцем, де іммігранти і провінційні тайці можуть знайти робочі місця, але й місцем, де вони мають можливість здобути вищу освіту. Університет Рамкхамхенґ (Ramkhamhaeng) був відкритий в 1971 році як засіб тайського уряду впоратися зі зростанням попиту на вищу освіту. Він має найбільші набори студентів у порівнянні з будь-якими іншим університетом Таїланду. Попит на вищу освіту призвів до створення багатьох інших університетів і коледжів у столичному регіоні. Професійні та технічні коледжі також на підйомі. Одним з таких є SAE Institute Bangkok (відкритий в 2002). Останніми роками в столиці було засновану велику кількість приватних установ, у першу чергу із західними зв'язками та програмами обміну. Зростання числа шкіл, які пропонують викладання англійської підійняло планку для багатьох державних установ, щоб вони могли конкурувати з нормами, встановленими приватною освітою.
За останні кілька десятиліть загальна тенденція отримання університетського диплому спонукала до заснування багатьох нових університетів і коледжів, як державних, так і приватних. Бангкок став не лише місцем, куди іммігранти та люди з регіонів їдуть шукати роботу, а й місцем для отримання вищої освіти. Університет Ramkhamhaeng створений у 1971 році як перший громадський університет Таїланду; зараз тут найвища кількість студентів у країні. Ситуація також не обмежується вищою освітою: у 1960-х роках від 60 до 70 відсотків підлітків віком від 10 до 19 років, які навчалися в школі, мігрували до Бангкока для отримання середньої освіти. Це було спричинено як браком середніх шкіл у провінціях, так і сприйняттям вищих стандартів освіти в тайській столиці.
У Бангкоку розташований також Азійський інститут технологій (АІТ), заснований як міжнародний кооперативний інститут Азійсько-Тихоокеанського регіону. Є також багато буддійських університетів, що спеціалізуються в області релігійних досліджень.

## Міста-побратими
- Вашингтон (англ. Washington), США (1962)
- Пекін (кит.: 北京), Китай (26 травня 1993)
- Москва, Росія (1997)
- Санкт-Петербург, Росія (1997)
- Маніла (англ. Manila), Філіппіни (1997)
- Сеул (кор. 서울), Південна Корея (16 червня 2006)
- Анкара (тур. Ankara), Туреччина (2006)